# Черемышево
Черемышево — село в Пестречинском районе Татарстана. Входит в состав Ленино-Кокушкинского сельского поселения.

## География
Находится в северо-западной части Татарстана на расстоянии приблизительно 7 км на северо-восток по прямой от районного центра села Пестрецы у речки Ушня.

## История
Известно с 1596—1597 годов, упоминалось также как Богородское (по Казанско-Богородицкой церкви, построенной в 1741 году). Принадлежало разным помещикам, в том числе князьям Кропоткиным и Болховским. В начале XX века волостной центр.
В августе 1863 года в Казанско-Богородицкой церкви венчались старший учитель Нижегородской гимназии Ульянов Илья Николаевич и и дочь надворного советника Александра Дмитриевича г-на Бланка Мария Александровна Бланк.

## Население
Постоянных жителей было: в 1782—227 душ мужского пола, в 1859—590, в 1897—764, в 1908—821, в 1920—956, в 1926—1038, в 1949—487, в 1958—367, в 1970—287, в 1979—250, в 1989 — 31, в 2002—51 (русские 86 %, 56 в 2010.